# Aleksander Pawlak
Aleksander Pawlak (Płock, 2001. november 14. –) lengyel labdarúgó, a Wisła Płock középpályása.

## Pályafutása
Pawlak a lengyelországi Płock városában született. Az ifjúsági pályafutását a helyi Wisła Płock akadémiájánál kezdte.
2020-ban mutatkozott be a Wisła Płock első osztályban szereplő felnőtt keretében. Először a 2020. február 15-ei, ŁKS Łódź ellen 0–0-ás döntetlennel zárult mérkőzés 88. percében, Dawid Kocyla cseréjeként lépett pályára. A 2021–22-es szezon első felében a másodosztályú Stomil Olsztyn csapatát erősítette kölcsönben. Első gólját 2022. május 21-én, a Stal Mielec ellen hazai pályán 3–0-ra megnyert találkozón szerezte meg.

## Statisztikák
2023. május 13. szerint
| Klub                        | Szezon   | Osztály     | Bajnokság | Bajnokság | Kupa és Ligakupa | Kupa és Ligakupa | Nemzetközi | Nemzetközi | Összesen | Összesen |
| Klub                        | Szezon   | Osztály     | Meccs     | Gól       | Meccs            | Gól              | Meccs      | Gól        | Meccs    | Gól      |
| --------------------------- | -------- | ----------- | --------- | --------- | ---------------- | ---------------- | ---------- | ---------- | -------- | -------- |
| Wisła Płock                 | 2019–20  | Ekstraklasa | 4         | 0         | 0                | 0                | —          | —          | 4        | 0        |
| Wisła Płock                 | 2020–21  | Ekstraklasa | 2         | 0         | 1                | 0                | —          | —          | 3        | 0        |
| Wisła Płock                 | 2021–22  | Ekstraklasa | 7         | 1         | 0                | 0                | —          | —          | 7        | 1        |
| Wisła Płock                 | 2022–23  | Ekstraklasa | 23        | 1         | 2                | 0                | —          | —          | 25       | 1        |
| Wisła Płock                 | Összesen | Összesen    | 36        | 2         | 3                | 0                | 0          | 0          | 39       | 2        |
| Stomil Olsztyn (kölcsönben) | 2021–22  | I Liga      | 4         | 0         | 0                | 0                | —          | —          | 4        | 0        |
| Összesen                    | Összesen | Összesen    | 40        | 2         | 3                | 0                | 0          | 0          | 43       | 2        |